# Sylvi-Kyllikki Kilpi
Sylvi-Kyllikki Kilpi, née Brink le 23 avril 1899 à Helsinki (Finlande) et morte le 22 février 1987 dans la même ville, est une journaliste et femme politique finlandaise. Députée, elle représente le Parti social-démocrate de Finlande (SDP) entre 1934 et 1946, puis la Ligue démocratique du peuple finlandais (SKPD) entre 1946 et 1958. 

## Biographie
Elle est membre de l'opposition pacifique (en) pendant la guerre de Continuation. En septembre 1946, elle démissionne du SDP et rejoint le Parti de l'unité socialiste (SYP), une organisation membre de la SKDL.

## Vie privée
Elle est mariée à l'homme politique Eino Kilpi.
Elle est inhumée au cimetière d'Honkanummi à Vantaa.